# Хронотоп
Хроното́п (от др.-греч. χρόνος «время» и τόπος «место») — «закономерная связь пространственно-временных координат». Термин, введённый А. А. Ухтомским в контексте его физиологических исследований, и затем (по почину М. М. Бахтина) перешедший в гуманитарную сферу. «Ухтомский исходил из того, что гетерохрония есть условие возможной гармонии: увязка во времени, в скоростях, в ритмах действия, а значит и в сроках выполнения отдельных элементов, образует из пространственно разделенных групп функционально определённый „центр“». Ухтомский ссылается на Эйнштейна, упоминая «спайку пространства и времени» в пространстве Минковского. Однако он вводит это понятие в контекст человеческого восприятия: «с точки зрения хронотопа, существуют уже не отвлеченные точки, но живые и неизгладимые из бытия события».
М. Бахтин также понимал под хронотопом «существенную взаимосвязь временны́х и пространственных отношений».

Хронотоп в литературе имеет существенное жанровое значение. Можно прямо сказать, что жанр и жанровые разновидности определяются именно хронотопом, причём в литературе ведущим началом в хронотопе является время. Хронотоп как формально-содержательная категория определяет (в значительной мере) и образ человека в литературе; этот образ всегда существенно хронотопичен.

…Освоение реального исторического хронотопа в литературе протекало осложненно и прерывно: осваивали некоторые определённые стороны хронотопа, доступные в данных исторических условиях, вырабатывались только определённые формы художественного отражения реального хронотопа. Эти жанровые формы, продуктивные в начале, закреплялись традицией и в последующем развитии продолжали упорно существовать и тогда, когда они уже полностью утратили своё реалистически продуктивное и адекватное значение. Отсюда и существование в литературе явлений глубоко разновременных, что чрезвычайно осложняет историко-литературный процесс.— Бахтин М. М. Формы времени и хронотопа в романе.
Благодаря работам Бахтина, термин получил значительное распространение в русском и зарубежном литературоведении. Из историков его активно использовал медиевист Арон Гуревич.
В социальной психологии под хронотопом понимают некоторую характерную коммуникативную ситуацию, повторяющуюся в определённом времени и месте. «Известны хронотоп школьного урока, где формы общения заданы традициями обучения, хронотоп больничной палаты, где доминирующие установки (острое желание излечиться, надежды, сомнения, тоска по дому) накладывают специфический отпечаток на предмет общения и другое».